# Emma Muscat
Emma Muscat (St. Julian's, Malta, 27 de novembro de 1999) é uma cantora e modelo maltesa que vai representar a Malta no Festival Eurovisão da Canção 2022.

## Discografia

### Álbuns
- "Moments Christmas Edition" (2018)

### EPs
- "Moments" (2018)

### Singles
- "I Need Somebody" (2018)
- "Avec Moi" (em colaboração com Biondo) (2019)
- "Vicolo Cieco" (2019)
- "Sangria" (em colaboração com Astol) (2020)
- "Meglio di sera" (em colaboração com Álvaro de Luna & Astol) (2021)
- "Più di te" (2021)
- "Out of Sight" (2022)